# Centro Sismologico Euro-Mediterraneo
Il Centro Sismologico Euro-Mediterraneo o CSEM-EMSC (dal francese Centre Sismologique Euro-Méditerranéen e dall'inglese European-Mediterranean Seismological Centre) è un'organizzazione non governativa e non a scopo di lucro che riunisce 85 istituti membri provenienti da 55 paesi la cui maggior parte proviene dal bacino del Mediterraneo. Il Centro fu fondato su richiesta della Commissione Sismologica Europea e divenne operativo il 1º gennaio 1975.
L'area euro-mediterranea é sede di forti terremoti. Vi è quindi il bisogno di avere un'organizzazione scientifica in grado di determinare, in caso di terremoto, le caratteristiche principali dell'evento sismico in pochissimo tempo (decine di minuti, un'ora) dal suo tempo origine. Il Centro riceve dati sismici da più di 65 agenzie sismologiche nazionali, situate prevalentemente nell'area euro-mediterranea.
Il Centro divenne operativo il 1º gennaio del 1975, con sede all'Istituto di fisica del globo di Strasburgo. Nel 1983, il Centro ottenne il suo statuto finale. Nel 1987, il Centro venne incaricato dal Consiglio d'Europa di gestire il Sistema di Allerta Europeo (European Alert System) attraverso l'Open Partial Agreement (OPA) sui Grandi Rischi. Nel 1993, lo statuto e l'organizzazione furono modificati. La sede principale fu trasferita al Laboratorio di rilevamento e di geofisica del Dipartimento Analisi, Sorveglianza e Ambiente della Commissione Francese per l'Energia Atomica (CEA), con sede a Bruyères-le-Châtel (Essonne, Francia).

## Progetti di Ricerca
Essendo un'organizzazione internazionale, non governativa e no profit, l'EMSC si occupa anche di ricerca in campo sismologico. Diversi sono i progetti europei (tra cui FP7 e H2020) in cui l'EMSC ha partecipato attivamente:
Progetti FP7:
- NERA
- http://www.verce.eu/[collegamento interrotto]
- MARsite
- REAKT

Progetti H2020:
- EPOS-IP Archiviato il 10 marzo 2016 in Internet Archive.
- IMPROVER
- CARISMAND
- ENVRIplus
- ARISE2

Altri progetti:
- SIGMA Archiviato l'8 agosto 2016 in Internet Archive.
- RELEMR
- ARISTOTLE

## Obiettivi e attività
I principali obiettivi scientifici dell'EMSC sono di:
- sviluppare e gestire un sistema di rilevamento precoce dei terremoti nella regione euro-mediterranea.L'EMSC si occupa di trasmettere i risultati alle opportune autorità internazionali e a vari enti al fine di proteggere i cittadini, promuovere il progresso scientifico e fornire informazioni puntuali sugli eventi sismici;
- stimare i principali parametri di sorgente (coordinate epicentrali, profondità, magnitudo, meccanismo focale) degli eventi sismici nell'area euro-mediterranea e diffonderne i risultati;
- collezionare i dati e renderli disponibili ad altri centri nazionali, regionali o internazionali, come ad esempio l'International Seismological Centre (ISC), oppure lo United States National Earthquake Information Center (NEIC);
- promuovere la collaborazione scientifica tra i paesi euro-mediterranei in campo sismologico e lo scambio di dati tra enti e laboratori dell'area euro-mediterranea;
- costruire una banca dati sismologica europea;
- migliorare i sistemi di osservazione nella regione euro-mediterranea con uno sguardo critico alla disposizione delle reti sismiche e suggerire metodi per migliorare la qualità delle osservazioni e la loro trasmissione all'EMSC.

## Approcci e Metodi

### Flashsourcing
L'EMSC ha sviluppato un approccio innovativo basato sull'analisi del traffico in internet. In caso di terremoto, i cittadini-testimoni dell'evento sismico si affrettano a controllare sul sito web dell'EMSC le informazioni relative all'evento. Il repentino aumento del traffico web indica dunque che un terremoto potrebbe essersi verificato, ancor prima di ricevere i dati forniti dagli istituti sismologici nazionali. Analizzando poi la provenienza geografica dei visitatori web, in un paio di minuti è possibile localizzare su una mappa l'area in cui il terremoto è stato avvertito. Tale tecnica è chiamata flashsourcing.

### Sismologia cittadina
I cittadini sono la prima sorgente d'informazione quando si parla di rilevamento sismico precoce. L'EMSC coinvolge la popolazione attraverso questionari e immagini, cercando di recuperare informazioni e testimonianze relative all'evento e al suo impatto. Questo metodo permette di stimare in maniera rapida l'impatto del terremoto grazie alla reattività e alla testimonianza dei cittadini, e promuove, allo stesso tempo, una maggiore percezione del rischio sismico tra la popolazione.